# 數字化革命

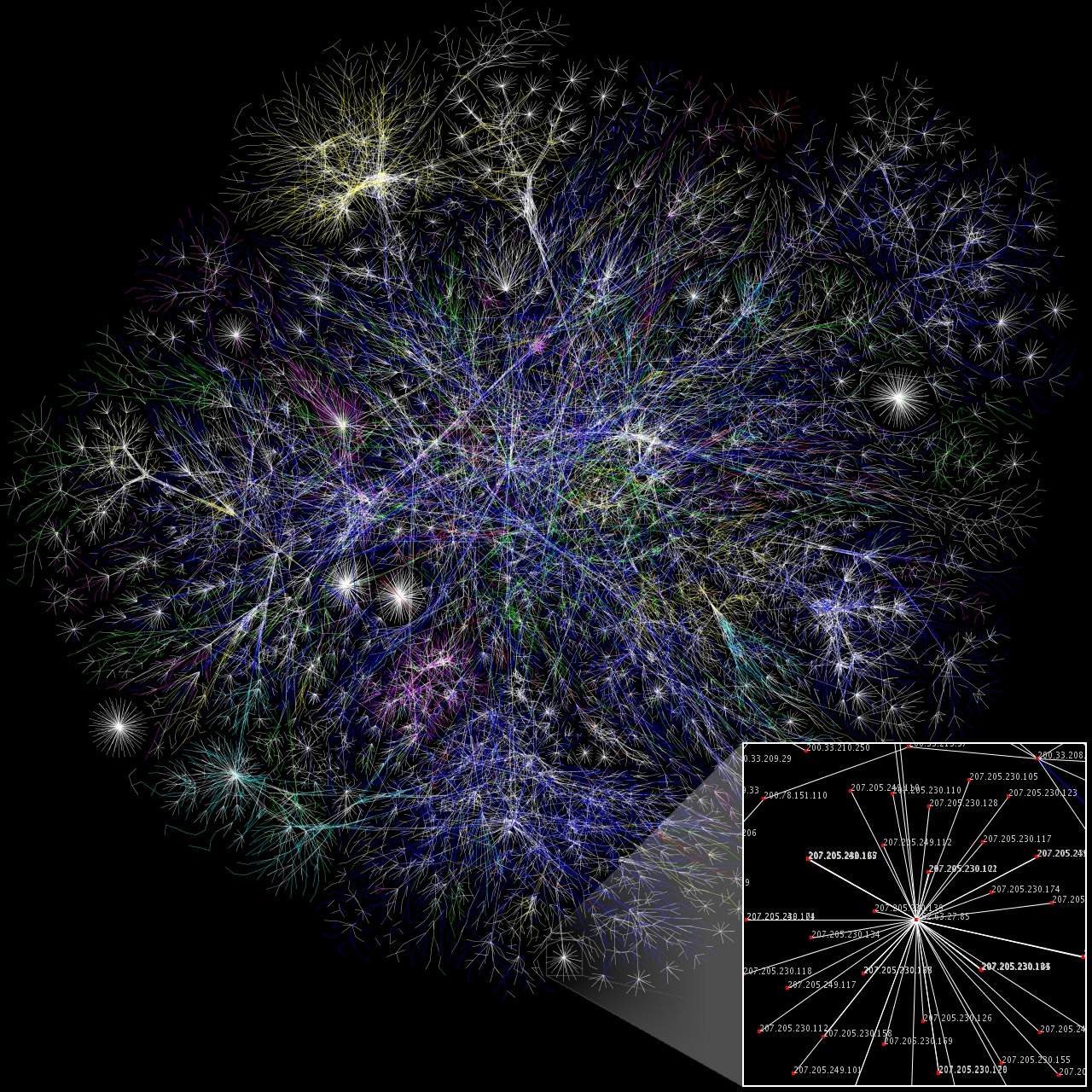
互联网分布的视觉图

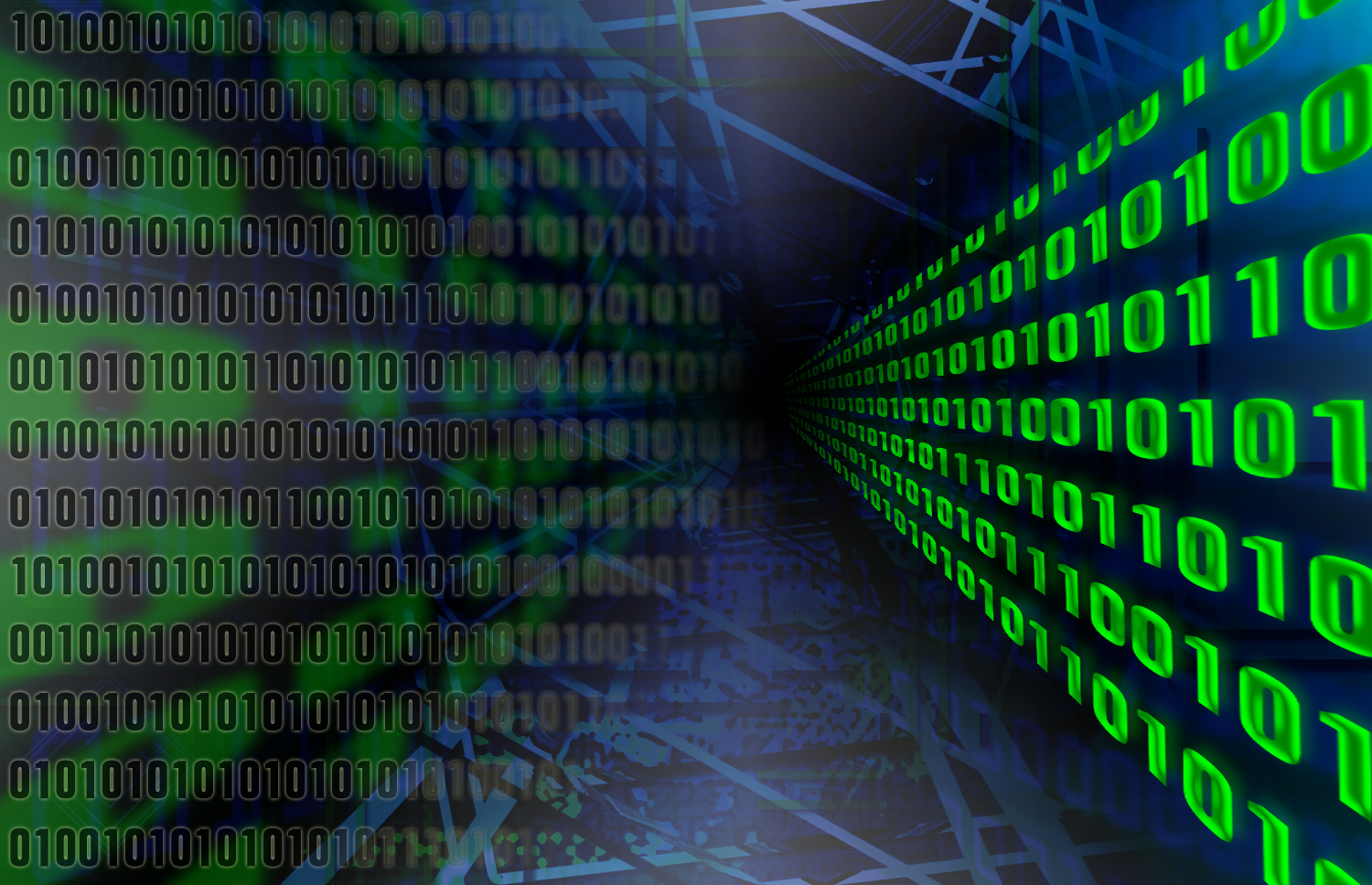
數位世界由01定義全部的資料，絕對精準

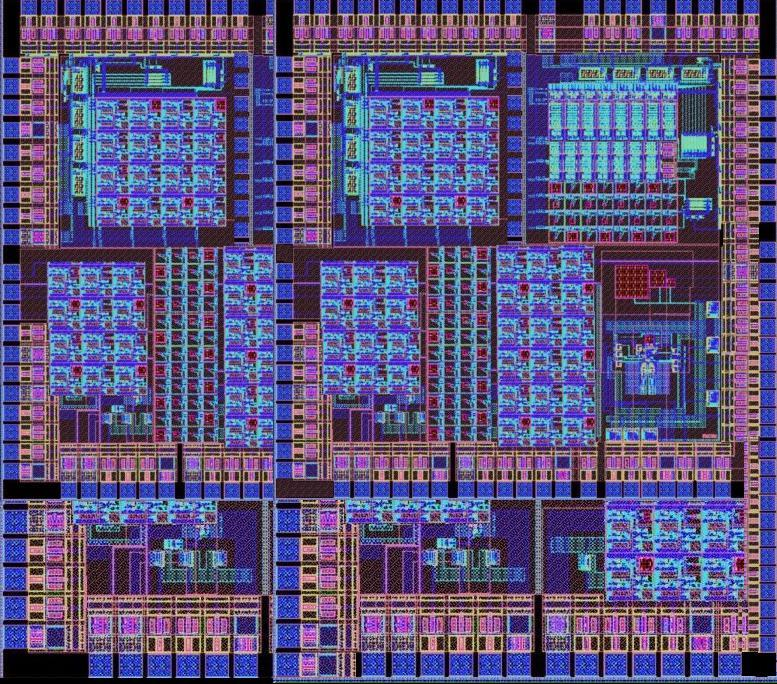
集成電路是电脑实现数位化的核心

第三次科技革命又名第三次工业革命、資訊技术革命:1、数位化革命:1、資訊革命、科技革命，二战後，自动化的计算机提升了生产力，核技术提供了超过石油的发电效率。它是人类历史上规模最大、影响最深远的科技革命:17，至今仍未结束。

## 时代背景

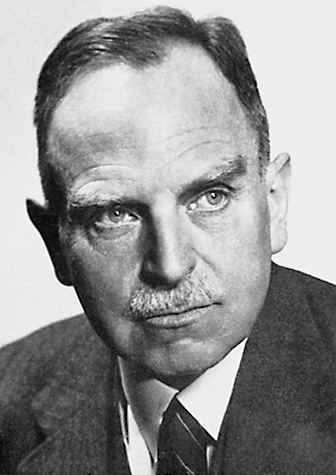
1944年时的奥托·哈恩，他与弗利茨和斯特拉斯曼合作完成了中子轰击铀（U）的实验，推进了原子能基础的发展。

20世纪20、30年代，量子力学理论体系建立:232、367，它同狭义相对论相结合，为核能（即原子能）的出现与发展奠定了基础。1931年，电子显微镜发明成功:16，它可以在光学显微镜的基础上再放大10倍，从而使人们更直观的了解到原子世界。1929-1933年期间，英国和美国的科学家发明了可以获得高速质子的回旋加速器，静电加速器、高频直线加速器、电子感应加速器也与此后相继问世，为原子核物理学的研究提供了有效的手段。20世纪30年代，在奥托·哈恩等西方科学家的努力下，核裂变的研究取得了成功，人类对原子能的研究取得了初步发展。:196

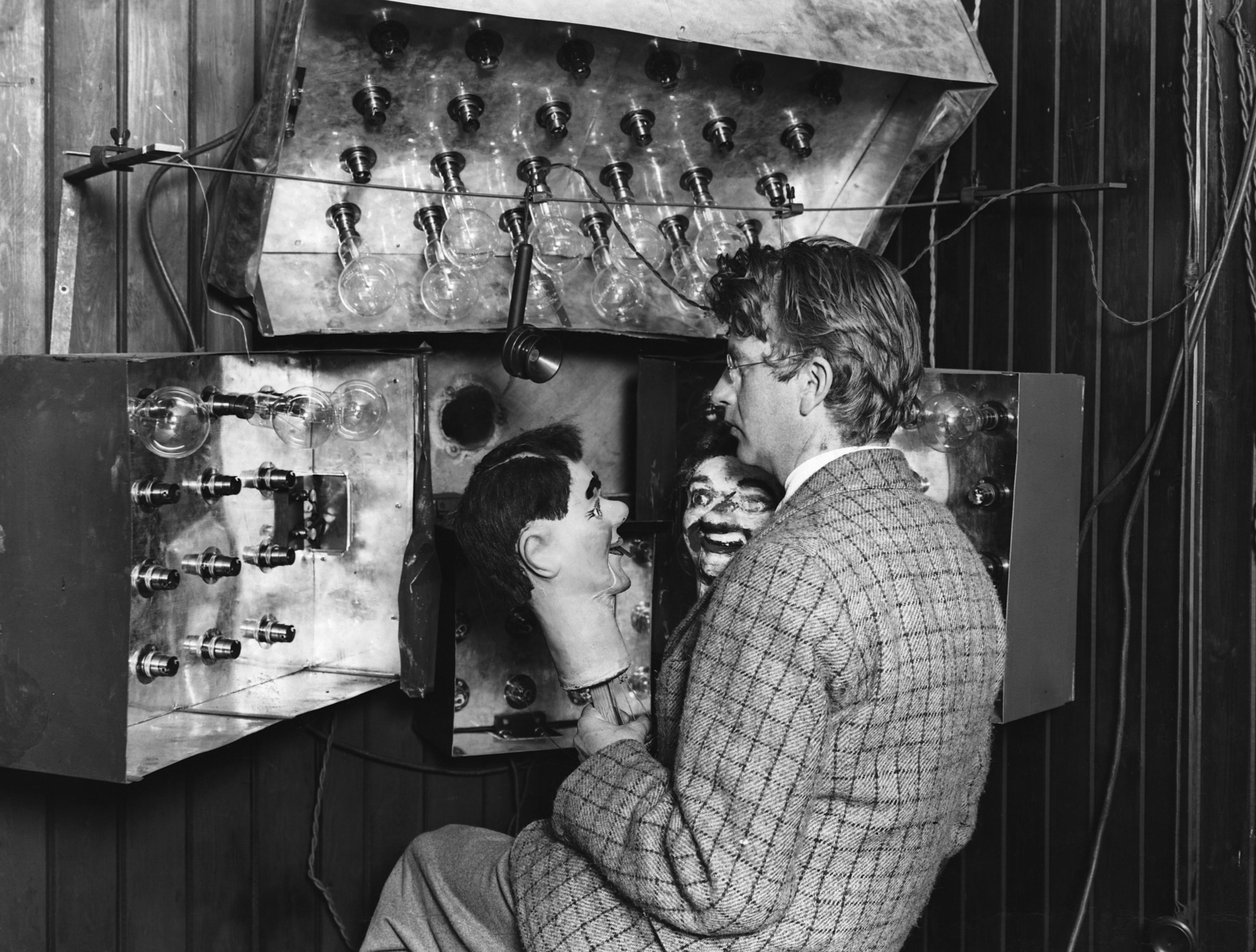
1926年约翰·洛吉·贝尔德对外首次展示了他的电视系统，他被认作是电视的发明者、被称为“电视之父”。

电子学的研究也取得了很大的进展。1920年，无线电广播在美国诞生:64:140，1935年它基本覆盖了世界各地。1925年，苏格兰人约翰·洛吉·贝尔德（John Logie Baird）:79在伦敦的一次实验中成功“扫描”了图像，此为电视机诞生的标志，1937年英国广播公司（BBC）开始了电视广播。同年，英国发明了探测飞机专用的军用雷达。:196
此外，1939年爆发的第二次世界大战在30年代时便已在酝酿当中，许多国家都面临着军事危机，对具有军事优势的先进军备的需求也增加了，而这些战争的需要也或直接或间接的促进了科学技术的发展。:196
虽然此期间的进展较为可观，但它们多半仍处于探讨与实验的阶段，并未得到有效的实践，研究者本身也缺乏足够的信心、感到茫然，有的人还不敢相信自己得到的成果甚至想放弃相关论文的发表，因此革命仍未展开。:196

## 相关领域

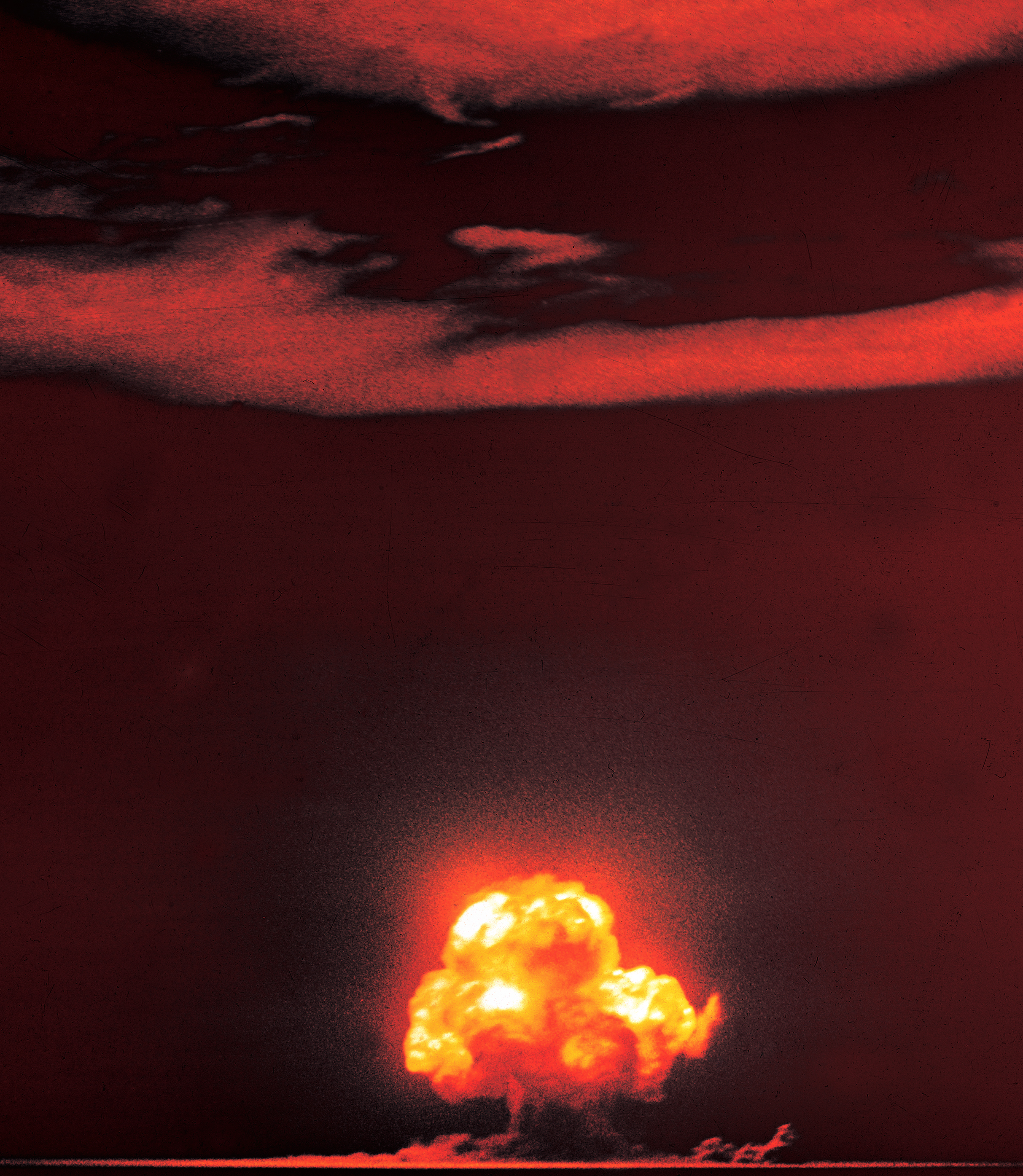
1945年7月16日5时30分，实验原子弹被引爆后数十秒时的情景，它是人类历史上的首个原子弹，也加速了二战时日本的投降乃至整个战争的结束（同年8月15日）。

### 原子能
1939年初，纳粹德国开始研究核裂变:669，德国还禁止从捷克运出与原子能密切相关的铀元素，并封锁了所有的相关信息:196。美国科学家们对此产生了忧虑并上书罗斯福总统采取对策，罗斯福接受了他们的建议并开始组织核弹的研究工作。但是，由于繁忙的政务和复杂的研究内容，进展一直不理想。1941年夏天，政府开始加大研究的力度，设立了专门研究铀元素的机构；珍珠港事件前夕，为原子弹制造而设立的曼哈顿计划实行，费用和人员都大大增加。此后，西方世界的许多科学家都来到了这里全力进行研究。1942年12月2日，芝加哥大学建立了世界上首座核反应堆，人工控制的核链式反应取得成功:122，这是历史性的突破，也为原子弹的研制成功开辟了道路。1945年7月16日5时，原子弹试爆成功，被击中的100英尺高塔完全被气化，正如之前预测的那样，它的威力相当于2万吨三硝基甲苯（TNT炸药）。:197
原子弹的研制共花费了6年时间、75万名工作人员和20亿美元，它的成功研制是第三次科技革命的开端:197。原子能比化学能大几百万倍，是首个人工能源。在二战中，艾诺拉·盖号于1945年8月6日早上8點15分将研制成功的原子弹在广岛投下，这是人类历史上第一枚用于战争的槍式原子弹（小男孩原子弹），广岛的十万多居民死亡；1945年8月9日，B-29轰炸机大貨櫃在长崎上空投下收聚式原子彈胖子原子弹，导致长崎市近四万人直接死亡，总计十四万人员死伤。在二战后，原子能和平利用的前景十分广阔，核电站、核医学等应运而生。

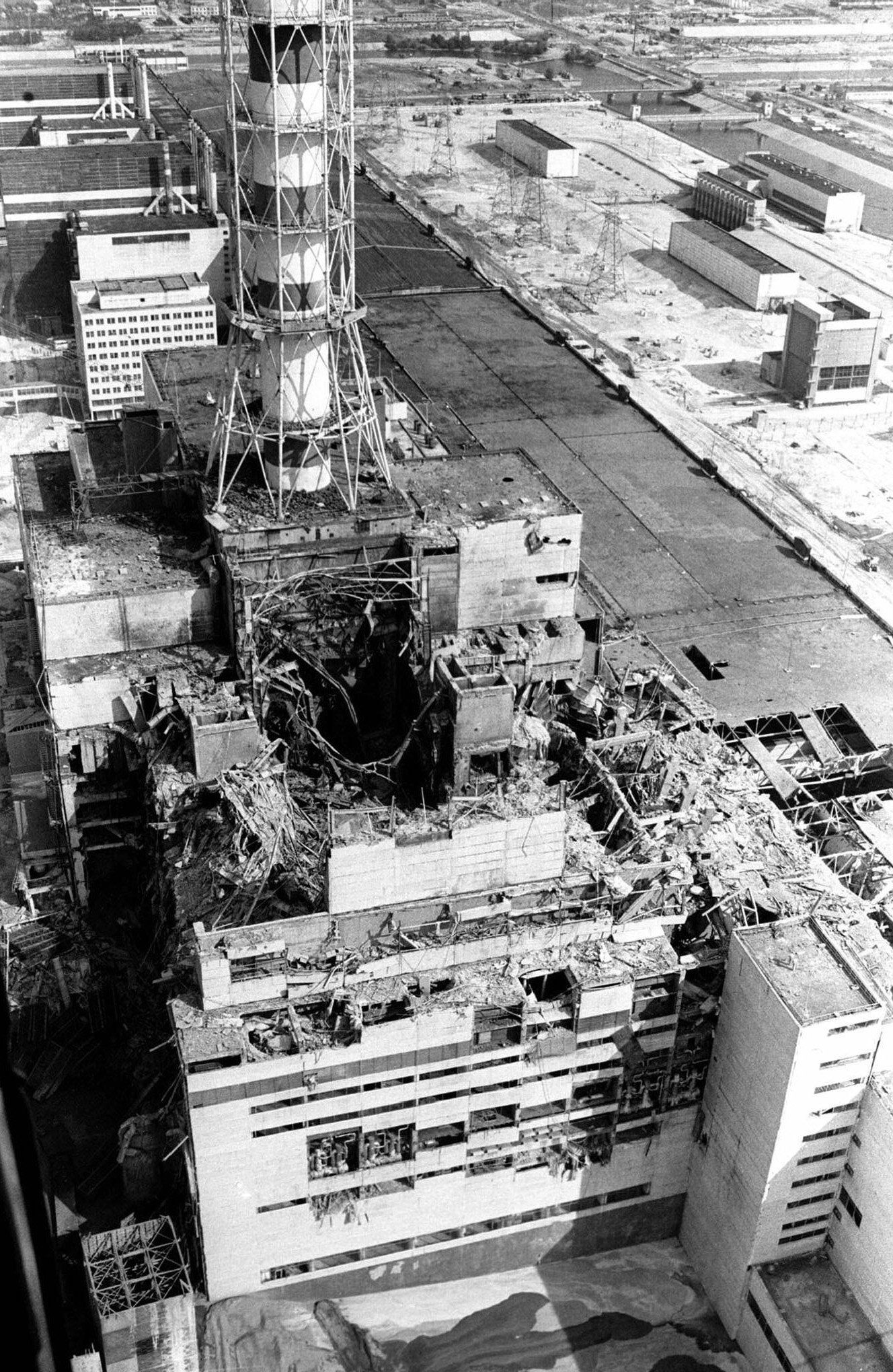
切尔诺贝利核事故发生后核电站的样貌，该事故是人类史上最严重的核电事故，也是首个被国际核事件分级表评为第七级事件的核泄漏事故。

但是，原子能的利用也造成了负面影响。期间发生了福岛第一核电站事故、三哩岛核泄漏事故、切尔诺贝利核事故等核泄漏事件。比如福岛的核泄露中，碘、硫等元素飘散到了中國大陸、香港、台灣、美國等地，人们在日本部分地区的食品检测出了放射性物質銫，部分食物所受的輻射还超出了安全水平。在被用于医学时，放射性物质会侵害到核医学工作者等人的健康:362。美国在日本投放核弹这一行为也遭到了一些人的指责。此外，美国和苏联之间在核武器的竞争使人类长期处于核战争的恐慌之下，为了制约核扩散和核战争，人类创立了许多国际条约和组织，耗费了很多精力和财力。

### 电子计算机

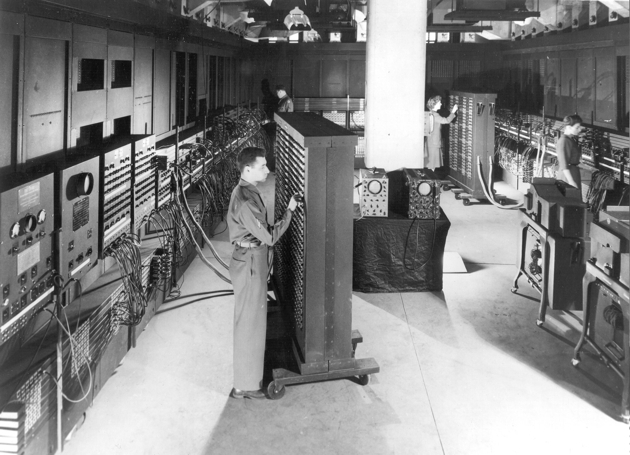
戈尔茨坦正在设置电子数值积分计算机上一个函数表的开关，它是世界上的第一台电子计算机。

在二战中，被使用的先进武器需要速度快、精确度高的数学计算，普通的常规计算工作再也无法满足需求。核裂变和弹道的计算都需要效率高的计算工具，如果用当时的机械计算机计算一条弹道至少需要20小时，200名计算员计算一张火力表需要两三天。:197
为解决此问题，美国工程师约翰·莫希莱于1942年提出了关于研究高速电子管计算装置，即事实上第一台电子计算机的初步方案:493。军方对此高度重视，将它列入了陆军军械部的总体计划。1943年6月5日，莫工电工学院与军械部签订协定，将它命名为“莫希莱方案”。在军方的大力支持下，研究者们利用无线电、雷达、微波和脉冲技术，于1945年在宾夕法尼亚大学制成了世界上第一台电子计算机——电子数值积分计算机（英語：Electronic Numerical Integrator And Computer，简写：ENIAC:84，又名伊尼亞克和埃尼阿克）。它的运算速度为每秒5000次，比其他设备要快上1000倍。:197这台计算机使用了18800个电子管，1500个继电器，耗电量约为150千瓦。1946年2月14日，这一成果被公之于众，次日它开始在宾夕法尼亚大学正式投入使用:20。后来形成了第一代电子计算机——电子管计算机。虽然在当时它的效率很高，但如果以今天的视角来分析的话，这台计算机是非常落后的，它的缺点是成本高、体积大、耗电多、维护难，程序语言也很不熟练，需要使用二进制进行编程，极为繁琐:84。
第二代电子计算机是晶体管计算机，诞生于20世纪50年代，其基础为于40年代发明并在此后逐步取代电子管的晶体管:84。1956年，美国研制了军用小型晶体管计算机，此后在美国的努力研究下，第一台大型通用晶体管计算机于1959年问世。1960年，晶体管计算机开始被批量生产:9。新计算机的速度变为每秒几十万次，内存容量变为几十万字，主存储器为磁芯，外存采用磁带和磁盘:84:9。与电子管计算机相比，它的成本:84、体积:84:9:24、功耗:84:9:24和重量:24大大减少、可靠性大幅上升:84:9。此外，更高级的编程语言、管理程序、调试及诊断程序也开始出现:84。

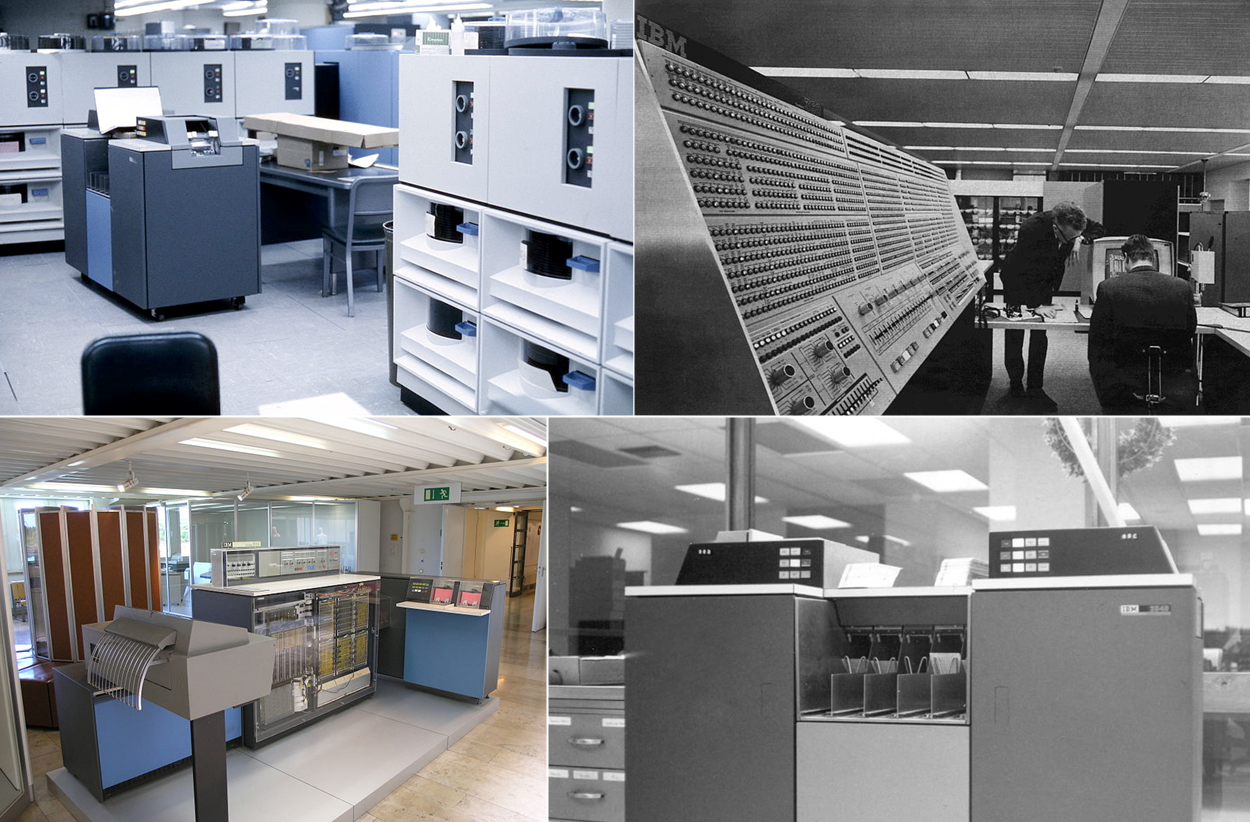
图为IBM360系统本身及周边设备，它是世界上最大的私人企业投资项目，也是第三代电子计算机诞生的标志。

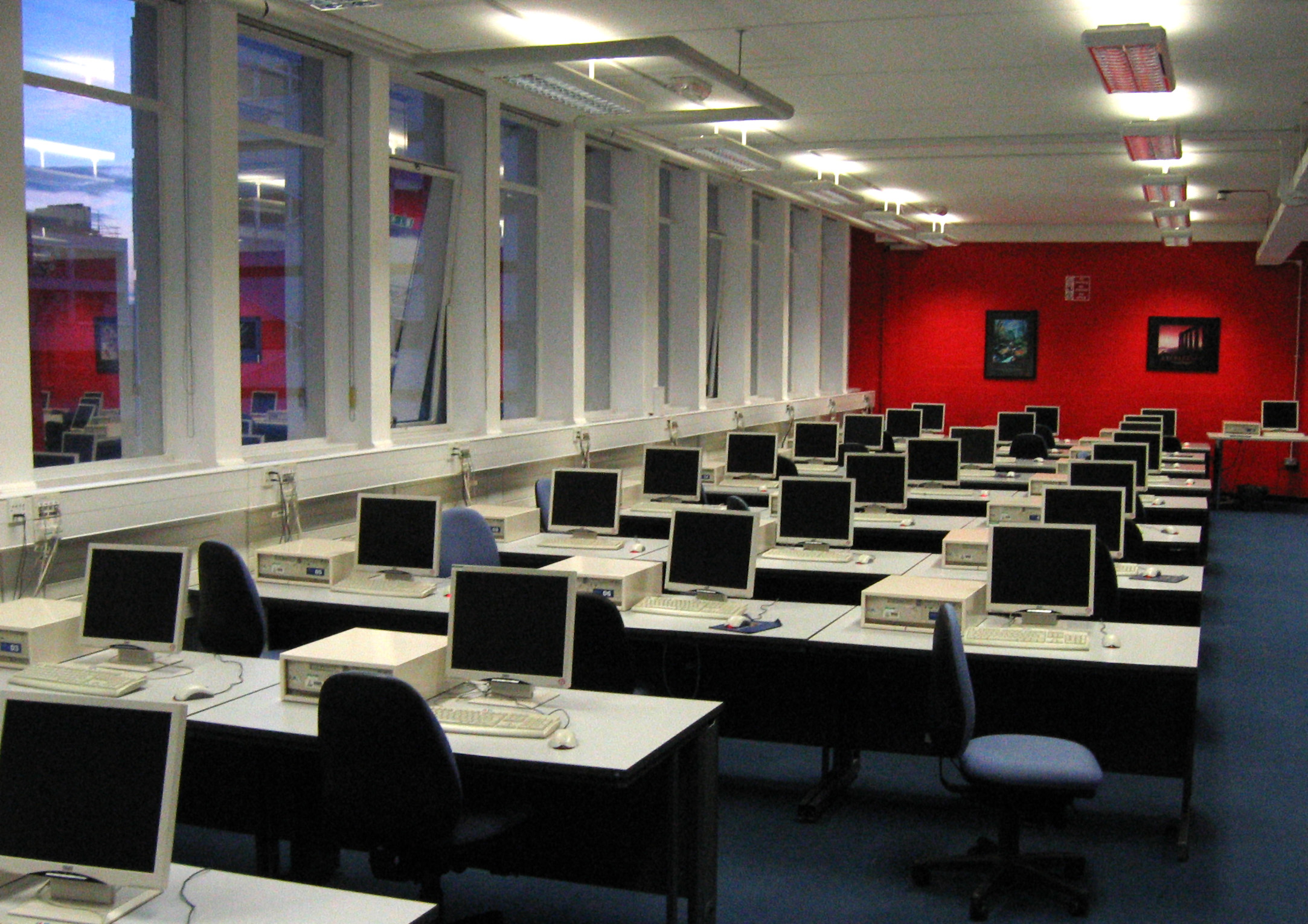
大学计算机实验室的台式电脑配备

第三代电子计算机是集成电路电子计算机，诞生于20世纪60、70年代:84:9。1958年，美国德州仪器公司成功研制了半导体集成电路，但成本高昂:9；1964年，IBM完成了IBM360系统的研制，集成电路计算机的时代由此展开:9:436。此时，十几个乃至数百个电子元件组成的逻辑电路已经可以建立在几平方毫米大的单晶硅片上，它们组成的小规模集成电路（英語：Small-scale integration，简写：SSI）代替了分立元件:84。这代计算机的速度提升至每秒百万次量级:9，体积变小、速度变快:84、能耗减少、价格降低、可靠性变强:436，软件逐渐完善。多道系统和分时系统于此时出现，它们是操作系统诞生的标志:84。微电脑的发展速度极为迅猛，开始走入日常的办公与学习之中:436。IBM为此耗费了50亿元，费用约为曼哈顿工程的2.5倍，此项研究工作因此成为了世界上最大的私人企业投资项目:436。
第四代电子计算机是大规模集成电路电子计算机和超大规模集成电路电子计算机，但也有文献认为第四代计算机只包含了大规模集成电路计算机，超大规模集成电路计算机为第五代电子计算机，它们的界限都比较模糊、难以区分。
电子计算机的发明是人类智力发展道路上的里程碑、第三次科技革命的标志性成果之一，它可以代替人类进行一部分脑力活动:197。

## 成就
第三次科技革命以原子能技术、航天技术、电子计算机和可再生能源的应用为代表，包括人工合成材料、分子生物学、遗传工程、太阳能、风能等高新技术。
1. 科学技术推动生产力的发展，转化为直接生产力的速度加快。
2. 科学技术密切结合，相互促进。
3. 科学技术各个领域相互渗透。

## 影响
1. 社会生产力发展——改变提高劳动生产率的方法；
2. 促进社会经济结构和社会生活结构变化——工廠效率提高釋放勞動力進入服務業，第三产业比重上升。人们衣食住行等日常生活发生变革；
3. 国际经济格局调整——各地联系更紧密；强化国家资本主义和生產科技竞争；扩大发达国家跟发展中国家的经济差距。对发展中国家来说，既是机遇，又是挑战。

## 外部連結
- 經濟學人
- Economist （页面存档备份，存于）